# 卵叶灰毛豆
卵叶灰毛豆（学名：Tephrosia obovata），为豆科灰毛豆属下的一个植物种。